# Dusona memorator
Dusona memorator är en stekelart som beskrevs av Hinz 1994. Dusona memorator ingår i släktet Dusona och familjen brokparasitsteklar. Inga underarter finns listade i Catalogue of Life.